# 派克斯維爾 (馬里蘭州)
派克斯維爾（英語：Pikesville）是位於美國馬里蘭州巴爾的摩縣的一個普查規定居民點。

## 人口
根據2020年美國人口普查的數據，派克斯維爾的面積為32.06平方千米，當中陸地面積為31.99平方千米，而水域面積為0.07平方千米。當地共有人口341658人，而人口密度為每平方千米10,656.83人。